# Reviews of Modern Physics
Reviews of Modern Physics é uma revista científica cuja primeira edição foi lançada em 1929. É publicada pela American Physical Society.